# Liste der Nummer-eins-Hits in Neuseeland (1989)
Dies ist eine Liste der Nummer-eins-Hits in Neuseeland im Jahr 1989. Sie basiert auf den offiziellen Single und Albums Top 40, die im Auftrag von Recorded Music NZ, dem neuseeländischen Vertreter der IFPI, ermittelt werden. Es gab in diesem Jahr 18 Nummer-eins-Singles und 16 Nummer-eins-Alben.

## Singles
| ← 1988 ← | Liste der Nummer-eins-Hits in Neuseeland | Liste der Nummer-eins-Hits in Neuseeland | Liste der Nummer-eins-Hits in Neuseeland | 1990 →                    |
| \| Zeitraum \| Wo. ges. \| Interpret \| Titel Autor(en) \| Zusätzliche Informationen \| \| (Zeitraum, Wochen auf Platz eins, Interpret, Titel, Autor[en], zusätzliche Informationen) \| \| \| \| \| \| ----------------------------------------------------------------------------------------- \| -------- \| -------------------------------- \| --------------------------- \| ------------------------- \| \| 18. Dezember 1988 – 14. Januar 1989 4 Wochen \| 4 \| Womack & Womack \| Teardrops \| – \| \| 15. Januar 1989 – 28. Januar 1989 2 Wochen \| 2 \| The Proclaimers \| I’m Gonna Be \| – \| \| 29. Januar 1989 – 25. Februar 1989 4 Wochen \| 4 \| U2 \| Angel of Harlem \| – \| \| 26. Februar 1989 – 4. März 1989 1 Woche \| 1 \| The Art of Noise feat. Tom Jones \| Kiss \| – \| \| 5. März 1989 – 1. April 1989 4 Wochen \| 4 \| Fine Young Cannibals \| She Drives Me Crazy \| – \| \| 2. April 1989 – 22. April 1989 3 Wochen \| 3 \| Madonna \| Like a Prayer \| – \| \| 23. April 1989 – 6. Mai 1989 2 Wochen \| 2 \| Tone Loc \| Wild Thing \| – \| \| 7. Mai 1989 – 20. Mai 1989 2 Wochen (insgesamt 3) \| 3 \| Roxette \| The Look \| – \| \| 21. Mai 1989 – 27. Mai 1989 1 Woche \| 1 \| The Cult \| Wild Thing \| – \| \| 28. Mai 1989 – 3. Juni 1989 1 Woche (insgesamt 3) \| 3 \| Roxette \| The Look \| – \| \| 4. Juni 1989 – 1. Juli 1989 4 Wochen \| 4 \| Simply Red \| If You Don’t Know Me by Now \| – \| \| 2. Juli 1989 – 8. Juli 1989 1 Woche \| 1 \| John Cougar Mellencamp \| Pop Singer \| – \| \| 9. Juli 1989 – 22. Juli 1989 2 Wochen (insgesamt 5) \| 5 \| Prince \| Batdance \| – \| \| 23. Juli 1989 – 29. Juli 1989 1 Woche \| 1 \| Edelweiss \| Bring Me Edelweiss \| – \| \| 30. Juli 1989 – 19. August 1989 3 Wochen \| 3 \| Prince \| Batdance \| – \| \| 20. August 1989 – 16. September 1989 4 Wochen \| 4 \| Martika \| Toy Soldiers \| – \| \| 17. September 1989 – 7. Oktober 1989 3 Wochen \| 3 \| Bobby Brown \| On Our Own \| – \| \| 8. Oktober 1989 – 11. November 1989 5 Wochen \| 5 \| Jive Bunny & the Mastermixers \| Swing the Mood \| – \| \| 12. November 1989 – 2. Dezember 1989 3 Wochen \| 3 \| Richard Marx \| Right Here Waiting \| – \| \| 3. Dezember 1989 – 13. Januar 1990 6 Wochen \| 6 \| Margaret Urlich \| Escaping \| – \| |                                          |                                          |                                          |                           |
| ← 1988 |                                          |                                          |                                          | → 1990 →                  |
| Zeitraum | Wo. ges.                                 | Interpret                                | Titel Autor(en)                          | Zusätzliche Informationen |
| (Zeitraum, Wochen auf Platz eins, Interpret, Titel, Autor[en], zusätzliche Informationen) |                                          |                                          |                                          |                           |
| 18. Dezember 1988 – 14. Januar 1989 4 Wochen | 4                                        | Womack & Womack                          | Teardrops                                | –                         |
| 15. Januar 1989 – 28. Januar 1989 2 Wochen | 2                                        | The Proclaimers                          | I’m Gonna Be                             | –                         |
| 29. Januar 1989 – 25. Februar 1989 4 Wochen | 4                                        | U2                                       | Angel of Harlem                          | –                         |
| 26. Februar 1989 – 4. März 1989 1 Woche | 1                                        | The Art of Noise feat. Tom Jones         | Kiss                                     | –                         |
| 5. März 1989 – 1. April 1989 4 Wochen | 4                                        | Fine Young Cannibals                     | She Drives Me Crazy                      | –                         |
| 2. April 1989 – 22. April 1989 3 Wochen | 3                                        | Madonna                                  | Like a Prayer                            | –                         |
| 23. April 1989 – 6. Mai 1989 2 Wochen | 2                                        | Tone Loc                                 | Wild Thing                               | –                         |
| 7. Mai 1989 – 20. Mai 1989 2 Wochen (insgesamt 3) | 3                                        | Roxette                                  | The Look                                 | –                         |
| 21. Mai 1989 – 27. Mai 1989 1 Woche | 1                                        | The Cult                                 | Wild Thing                               | –                         |
| 28. Mai 1989 – 3. Juni 1989 1 Woche (insgesamt 3) | 3                                        | Roxette                                  | The Look                                 | –                         |
| 4. Juni 1989 – 1. Juli 1989 4 Wochen | 4                                        | Simply Red                               | If You Don’t Know Me by Now              | –                         |
| 2. Juli 1989 – 8. Juli 1989 1 Woche | 1                                        | John Cougar Mellencamp                   | Pop Singer                               | –                         |
| 9. Juli 1989 – 22. Juli 1989 2 Wochen (insgesamt 5) | 5                                        | Prince                                   | Batdance                                 | –                         |
| 23. Juli 1989 – 29. Juli 1989 1 Woche | 1                                        | Edelweiss                                | Bring Me Edelweiss                       | –                         |
| 30. Juli 1989 – 19. August 1989 3 Wochen | 3                                        | Prince                                   | Batdance                                 | –                         |
| 20. August 1989 – 16. September 1989 4 Wochen | 4                                        | Martika                                  | Toy Soldiers                             | –                         |
| 17. September 1989 – 7. Oktober 1989 3 Wochen | 3                                        | Bobby Brown                              | On Our Own                               | –                         |
| 8. Oktober 1989 – 11. November 1989 5 Wochen | 5                                        | Jive Bunny & the Mastermixers            | Swing the Mood                           | –                         |
| 12. November 1989 – 2. Dezember 1989 3 Wochen | 3                                        | Richard Marx                             | Right Here Waiting                       | –                         |
| 3. Dezember 1989 – 13. Januar 1990 6 Wochen | 6                                        | Margaret Urlich                          | Escaping                                 | –                         |

## Alben
| ← 1988 ← | Liste der Nummer-eins-Hits in Neuseeland | Liste der Nummer-eins-Hits in Neuseeland | Liste der Nummer-eins-Hits in Neuseeland | 1990 →                    |
| \| Zeitraum \| Wo. ges. \| Interpret \| Titel \| Zusätzliche Informationen \| \| (Zeitraum, Wochen auf Platz eins, Interpret, Titel, zusätzliche Informationen) \| \| \| \| \| \| ------------------------------------------------------------------------------ \| -------- \| ------------------- \| ------------------------------------- \| ------------------------- \| \| 6. November 1988 – 21. Januar 1989 11 Wochen \| 11 \| U2 \| Rattle and Hum \| – \| \| 22. Januar 1989 – 28. Januar 1989 1 Woche \| 1 \| Fleetwood Mac \| Greatest Hits \| – \| \| 29. Januar 1989 – 18. Februar 1989 3 Wochen \| 3 \| Jimmy Barnes \| Barnestorming \| – \| \| 19. Februar 1989 – 4. März 1989 2 Wochen \| 2 \| (Soundtrack) \| Cocktail \| – \| \| 5. März 1989 – 8. April 1989 5 Wochen \| 5 \| Tracy Chapman \| Tracy Chapman \| – \| \| 9. April 1989 – 22. April 1989 2 Wochen \| 2 \| Enya \| Watermark \| – \| \| 23. April 1989 – 29. April 1989 1 Woche (insgesamt 2) \| 2 \| Toni Childs \| Union \| – \| \| 30. April 1989 – 6. Mai 1989 1 Woche \| 1 \| Poison \| Open Up and Say … Ahh! \| – \| \| 7. Mai 1989 – 13. Mai 1989 1 Woche (insgesamt 2) \| 2 \| Toni Childs \| Union \| – \| \| 14. Mai 1989 – 3. Juni 1989 3 Wochen \| 3 \| Andrew Lloyd Webber \| The Premiere Collection \| – \| \| 4. Juni 1989 – 10. Juni 1989 1 Woche \| 1 \| Guns n’ Roses \| Appetite for Destruction \| – \| \| 11. Juni 1989 – 29. Juli 1989 7 Wochen \| 7 \| Simply Red \| A New Flame \| – \| \| 30. Juli 1989 – 9. September 1989 6 Wochen \| 6 \| Clannad \| Past Present \| – \| \| 10. September 1989 – 7. Oktober 1989 4 Wochen \| 4 \| Carl Doy \| Piano by Candlelight II \| – \| \| 8. Oktober 1989 – 28. Oktober 1989 3 Wochen \| 3 \| Milli Vanilli \| All or Nothing \| – \| \| 29. Oktober 1989 – 16. Dezember 1989 7 Wochen \| 7 \| Tracy Chapman \| Crossroads \| – \| \| 17. Dezember 1989 – 20. Januar 1990 5 Wochen (insgesamt 6) \| 6 \| Milli Vanilli \| All or Nothing – The U.S. Remix Album \| – \| |                                          |                                          |                                          |                           |
| ← 1988 |                                          |                                          |                                          | → 1990 →                  |
| Zeitraum | Wo. ges.                                 | Interpret                                | Titel                                    | Zusätzliche Informationen |
| (Zeitraum, Wochen auf Platz eins, Interpret, Titel, zusätzliche Informationen) |                                          |                                          |                                          |                           |
| 6. November 1988 – 21. Januar 1989 11 Wochen | 11                                       | U2                                       | Rattle and Hum                           | –                         |
| 22. Januar 1989 – 28. Januar 1989 1 Woche | 1                                        | Fleetwood Mac                            | Greatest Hits                            | –                         |
| 29. Januar 1989 – 18. Februar 1989 3 Wochen | 3                                        | Jimmy Barnes                             | Barnestorming                            | –                         |
| 19. Februar 1989 – 4. März 1989 2 Wochen | 2                                        | (Soundtrack)                             | Cocktail                                 | –                         |
| 5. März 1989 – 8. April 1989 5 Wochen | 5                                        | Tracy Chapman                            | Tracy Chapman                            | –                         |
| 9. April 1989 – 22. April 1989 2 Wochen | 2                                        | Enya                                     | Watermark                                | –                         |
| 23. April 1989 – 29. April 1989 1 Woche (insgesamt 2) | 2                                        | Toni Childs                              | Union                                    | –                         |
| 30. April 1989 – 6. Mai 1989 1 Woche | 1                                        | Poison                                   | Open Up and Say … Ahh!                   | –                         |
| 7. Mai 1989 – 13. Mai 1989 1 Woche (insgesamt 2) | 2                                        | Toni Childs                              | Union                                    | –                         |
| 14. Mai 1989 – 3. Juni 1989 3 Wochen | 3                                        | Andrew Lloyd Webber                      | The Premiere Collection                  | –                         |
| 4. Juni 1989 – 10. Juni 1989 1 Woche | 1                                        | Guns n’ Roses                            | Appetite for Destruction                 | –                         |
| 11. Juni 1989 – 29. Juli 1989 7 Wochen | 7                                        | Simply Red                               | A New Flame                              | –                         |
| 30. Juli 1989 – 9. September 1989 6 Wochen | 6                                        | Clannad                                  | Past Present                             | –                         |
| 10. September 1989 – 7. Oktober 1989 4 Wochen | 4                                        | Carl Doy                                 | Piano by Candlelight II                  | –                         |
| 8. Oktober 1989 – 28. Oktober 1989 3 Wochen | 3                                        | Milli Vanilli                            | All or Nothing                           | –                         |
| 29. Oktober 1989 – 16. Dezember 1989 7 Wochen | 7                                        | Tracy Chapman                            | Crossroads                               | –                         |
| 17. Dezember 1989 – 20. Januar 1990 5 Wochen (insgesamt 6) | 6                                        | Milli Vanilli                            | All or Nothing – The U.S. Remix Album    | –                         |